# فيسنتي لوبيز (محامي)
فيسنتي لوبيز (بالإسبانية: Alejandro Vicente López y Planes) (و. 1785 – 1856 م) هو محامي، وكاتب أرجنتيني، ولد في بوينس آيرس، توفي في بوينس آيرس، عن عمر يناهز 71 عاماً.

## مناصب
تولى منصب Governor of Buenos Aires Province ‏ (13 فبراير 1852–26 يوليو 1852)
- رئيس الأرجنتين (7 يوليو 1827–17 أغسطس 1827).

## التعليم
تعلم في الكلية الوطنية في بوينس آيرس ‏، وUniversity of San Francisco Xavier ‏.

## روابط خارجية
- فيسنتي لوبيز على موقع ميوزك برينز (الإنجليزية)